# Leo White (judoka)
Leonard „Leo” White, Jr. (ur. 3 listopada 1957 w Monterey w Kalifornii) – amerykański judoka. Dwukrotny olimpijczyk. Zajął jedenaste miejsce w Los Angeles 1984 i dziewiąte Barcelonie 1992. Walczył w wadze półciężkiej.
Uczestnik mistrzostw świata w 1987 i 1991. Startował w Pucharze Świata w 1992. Wicemistrz igrzysk panamerykańskich w 1991; trzeci w 1979, 1983 i 1987. Zdobył cztery medale na mistrzostwach panamerykańskich w latach 1976–1990. Sześciokrotnie na podium wojskowych MŚ roku.

## Letnie Igrzyska Olimpijskie 1984
| Konkurencja | Rundy eliminacyjne          | Rundy eliminacyjne       | Rundy eliminacyjne         | Klas. końcowa |
| Konkurencja | Przeciwnik I                | Przeciwnik II            | 1/4                        | Miejsce       |
| ----------- | --------------------------- | ------------------------ | -------------------------- | ------------- |
| 95 kg       | Robert Van de Walle (BEL) Z | Tareq Al-Ghareeb (KUW) Z | Bjarni Friðriksson (ISL) P | 11.           |

## Letnie Igrzyska Olimpijskie 1992
| Konkurencja | Rundy eliminacyjne     | Rundy eliminacyjne        | Rundy eliminacyjne  | Repasaże             | Klas. końcowa |
| Konkurencja | Przeciwnik I           | Przeciwnik II             | 1/4                 | Przeciwnik I         | Miejsce       |
| ----------- | ---------------------- | ------------------------- | ------------------- | -------------------- | ------------- |
| 95 kg       | Aiman El-Shewy (EGY) Z | Stéphane Traineau (FRA) Z | Theo Meijer (NED) P | Yasuhiro Kai (JPN) P | 9.            |